# Bankwest
O Bankwest, anteriormente conhecido como The Bank of Western Australia, é um banco australiano de serviço completo com sede em Perth, Austrália Ocidental. Anteriormente uma subsidiária integral da HBOS plc, foi vendida em outubro de 2008 ao Commonwealth Bank of Australia por A$2,1 bilhões e opera como uma divisão de sua controladora.
O Bankwest também possui escritórios em Adelaide, Brisbane, Canberra, Melbourne e Sydney.

## História

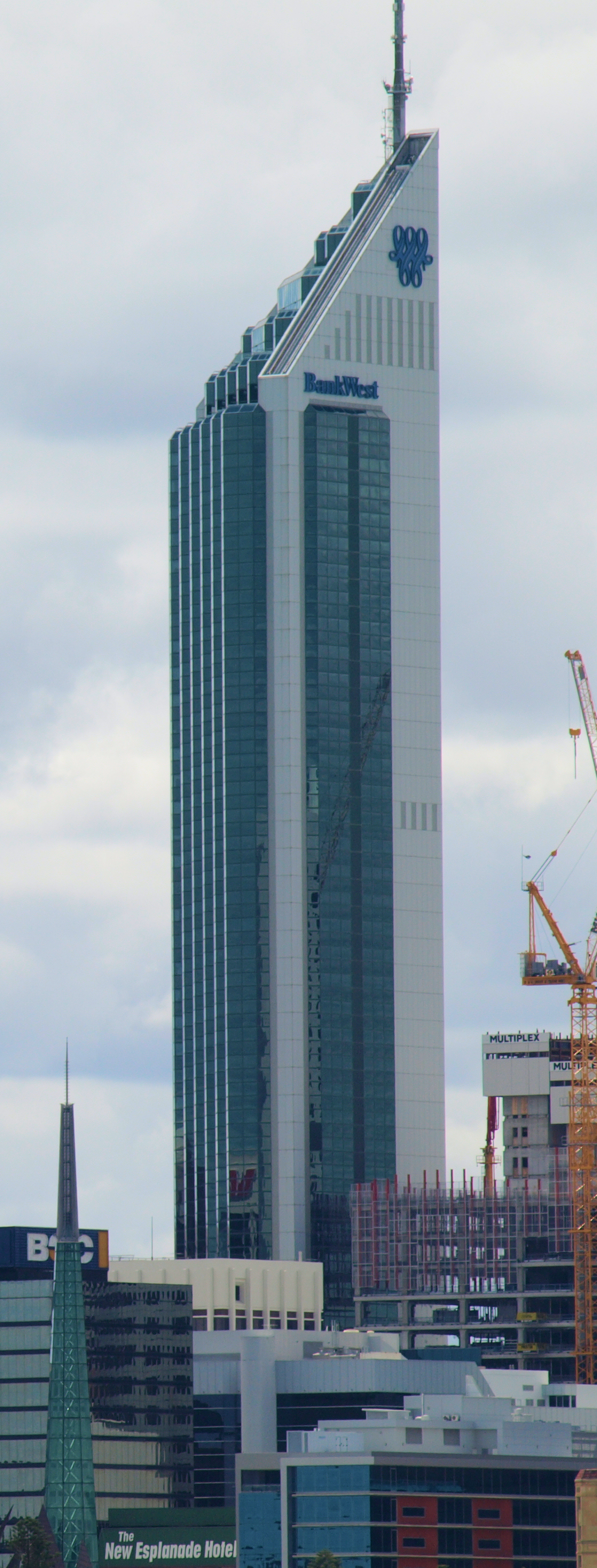
Bankwest Tower em Perth, antiga sede da empresa

Em 1895, o Governo da Austrália Ocidental estabeleceu o Banco Agrícola da Austrália Ocidental como um credor rural para apoiar as indústrias agrícolas do Estado. Apesar do nome, tecnicamente não era um banco, na medida em que não coletava depósitos do público, cujos passivos eram títulos do governo. Era um instrumento governamental que emprestava exclusivamente aos agricultores.[carece de fontes?]
Em 1945, o Agricultural Bank tornou-se um banco comercial completo e mudou seu nome para Rural and Industries Bank da Austrália Ocidental (também conhecido como R&I Bank). Isso permitiu expandir seus serviços bancários de varejo e comerciais em todo o estado. Em 1956, tornou-se um banco de poupança e, em 1985, a primeira agência de Sydney foi aberta.
O banco foi incorporado em 1990 e, em 1994, mudou seu nome para Bank of Western Australia Limited, com o nome comercial Bankwest, em preparação para a privatização. Em dezembro de 1995, o Bank of Scotland adquiriu o banco e, como parte do contrato de venda, ofereceu 49% das ações da Bankwest ao público. Ações da Bankwest listadas na Bolsa de Valores da Austrália em 1 de fevereiro de 1996.
Em 2001, o Halifax Group (uma grande instituição financeira do Reino Unido) fundiu-se com o Bank of Scotland para formar a HBOS plc. A HBOS adquiriu todas as ações em circulação da Bankwest, tornando-a subsidiária integral da HBOS.
Em 2003, o Bankwest anunciou a aquisição do API Finance da Australian Pharmaceutical Industries Ltd (API) por US $ 300 milhões, em linha com sua estratégia de crescimento da especialização da indústria no segmento de banco de negócios.
No final de 2006, o Bankwest anunciou que deixaria sua torre de referência em favor de um novo complexo na Praça Raine.
No início de junho de 2008, começaram a circular relatórios de que o HBOS pretendia vender o Bankwest.
Em setembro de 2008, o Lloyds TSB comprou a HBOS em um negócio no valor de mais de £12,2 bilhões. Isso foi seguido em outubro de 2008, quando, com problemas próprios significativos, a HBOS/Lloyds TSB concordou com a venda dos Seguros Bankwest e St. Andrews ao Commonwealth Bank of Australia (CBA) por um preço inicial de compra de A$2,1 bilhões.

## Produtos e serviços
O Bankwest oferece uma gama completa de produtos bancários, incluindo empréstimos (empréstimos à habitação, créditos de automóveis, empréstimos pessoais), transações com cartões de crédito e contas de poupança.
Em 2007, o Bankwest lançou a conta do Bankwest Regular Saver para pessoas físicas.
Em 2012, o Bankwest lançou o cartão de débito Student Edge vinculado à sua conta de estudante.
Em 2016, o Bankwest encerrou sua plataforma de negociação de ações e todas as contas de negociação on-line do Bankwest foram encerradas em 31 de maio de 2016.

### Fechamento de agências
Em 18 de julho de 2018, o Bankwest anunciou planos para fechar 29 agências em Nova Gales do Sul, Victoria e Queensland de 17 de agosto a 7 de setembro. O diretor administrativo do Bankwest, Rowan Munchenberg, disse que um número esmagador de seus clientes optou pelo banco on-line, o que levou ao fechamento das lojas.

## Controvérsias
Em dezembro de 2011, um ex-cliente comercial do Bankwest, Geoff Shannon, iniciou um grupo de ação e site chamado "Unhappy Banking", depois de perder "todos os seus bens pessoais e da empresa devido à conduta predatória do Bankwest". O grupo alega que o Bankwest "moveu-se agressivamente para reduzir sua exposição a clientes de propriedades comerciais de pequeno e médio porte" após ser assumido pelo Commonwealth Bank em 2008. Após fazer lobby pelo Unhappy Banking, O inquérito do Senado foi anunciado sobre práticas bancárias em 14 de março de 2012. Em agosto de 2013, Shannon perdeu seu caso contra o Bankwest, com o juiz da Suprema Corte Sackar se referindo a Shannon como uma "testemunha não confiável".